# ダイヤケミカル
株式会社ダイヤケミカル（Dia Chemical Co.,Ltd.）は、大阪府吹田市に本店、豊中市に本社を置く、自動車用芳香剤や一般化学用品の製造販売をおこなう企業である。1962年創業。

## 会社概要
「ダイヤックス」ブランドの自動車用芳香剤の製造販売で知られる。芳香剤の「グレースメイト・ポピー」は、吉本興業所属の漫才コンビ、オール阪神・巨人が長年にわたり、CMキャラクターとして出演していたことで知られる。オール阪神の「くるまにポピー!!」のフレーズで現在もその名を知る者も多い。
自動車用芳香剤のみならず、消臭剤やカーワックスなどの製品もおこなっており、オートバックスやイエローハットなどのカー用品専門店や、ドン・キホーテなどのディスカウントストアでも、定番商品として販売されている。

## スポンサー番組（全て過去）
- 朝日放送・テレビ朝日金曜9時枠の連続ドラマ（第1期のみ）
- プロポーズ大作戦
- ゴールデンナイター（朝日放送制作分）
- ダウンタウン探偵組（第2期のみ）
- スポーツシャワー〜ヒーローに花束を〜
- TVチャンピオン